# Adema (orgels)

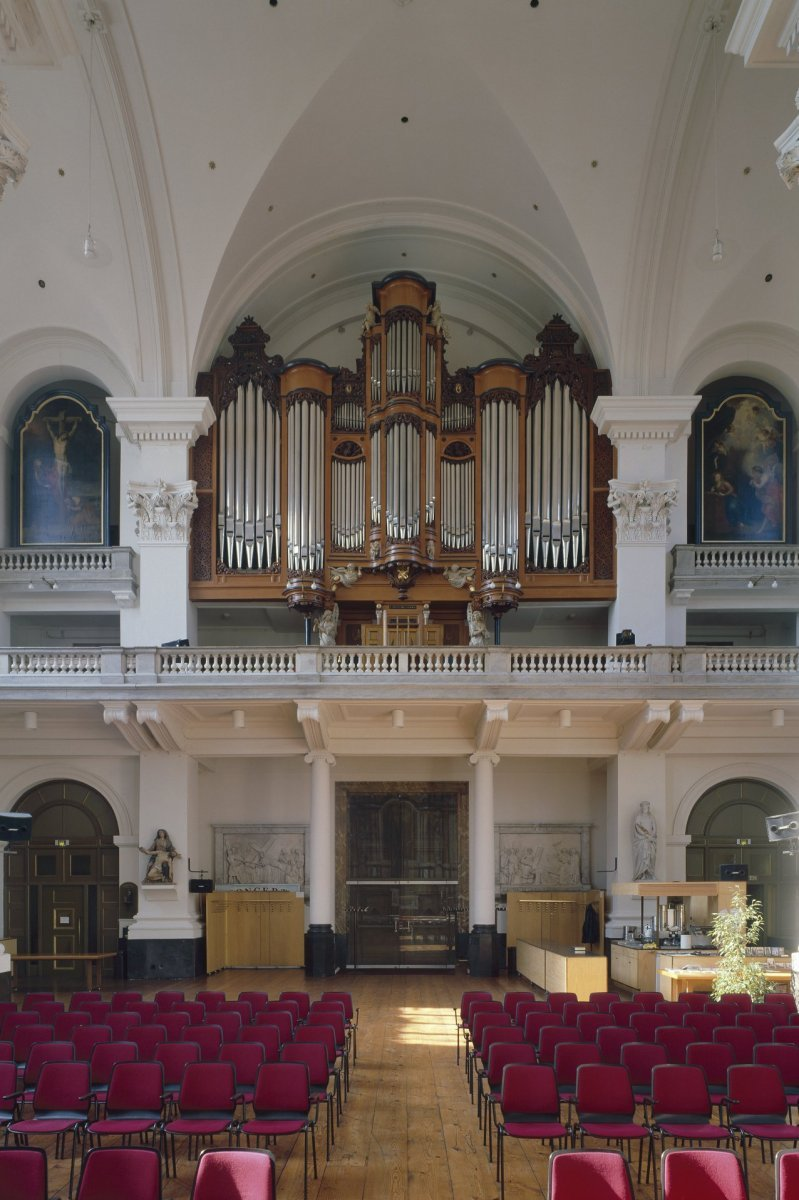
Adema-orgel uit 1871 in de Mozes en Aäronkerk (Amsterdam)

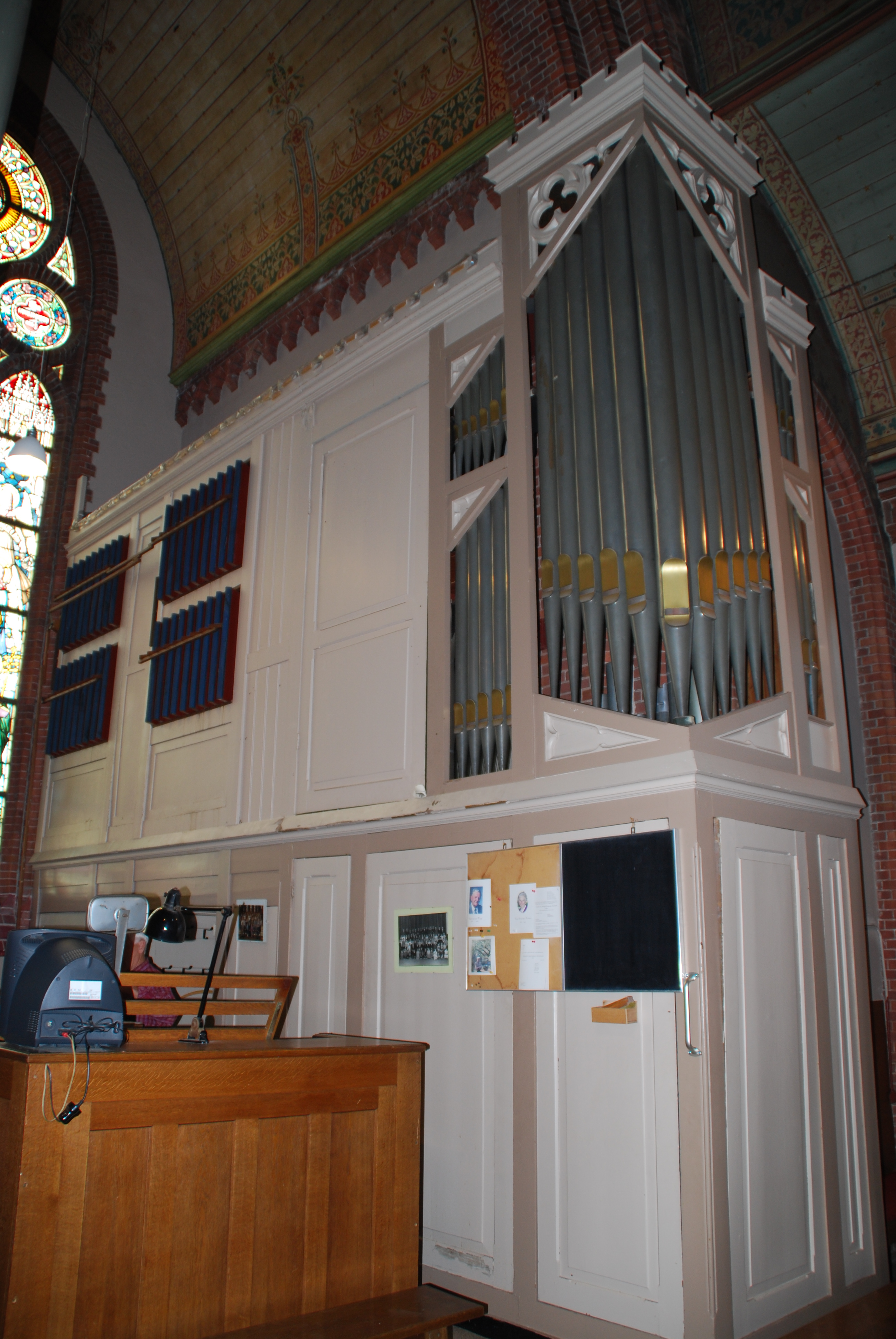
Adema-orgel uit 1901 in de Sint-Jan de Doperkerk (Wateringen), met pijpwerk afkomstig uit het vorige orgel van Abraham Meere uit 1796

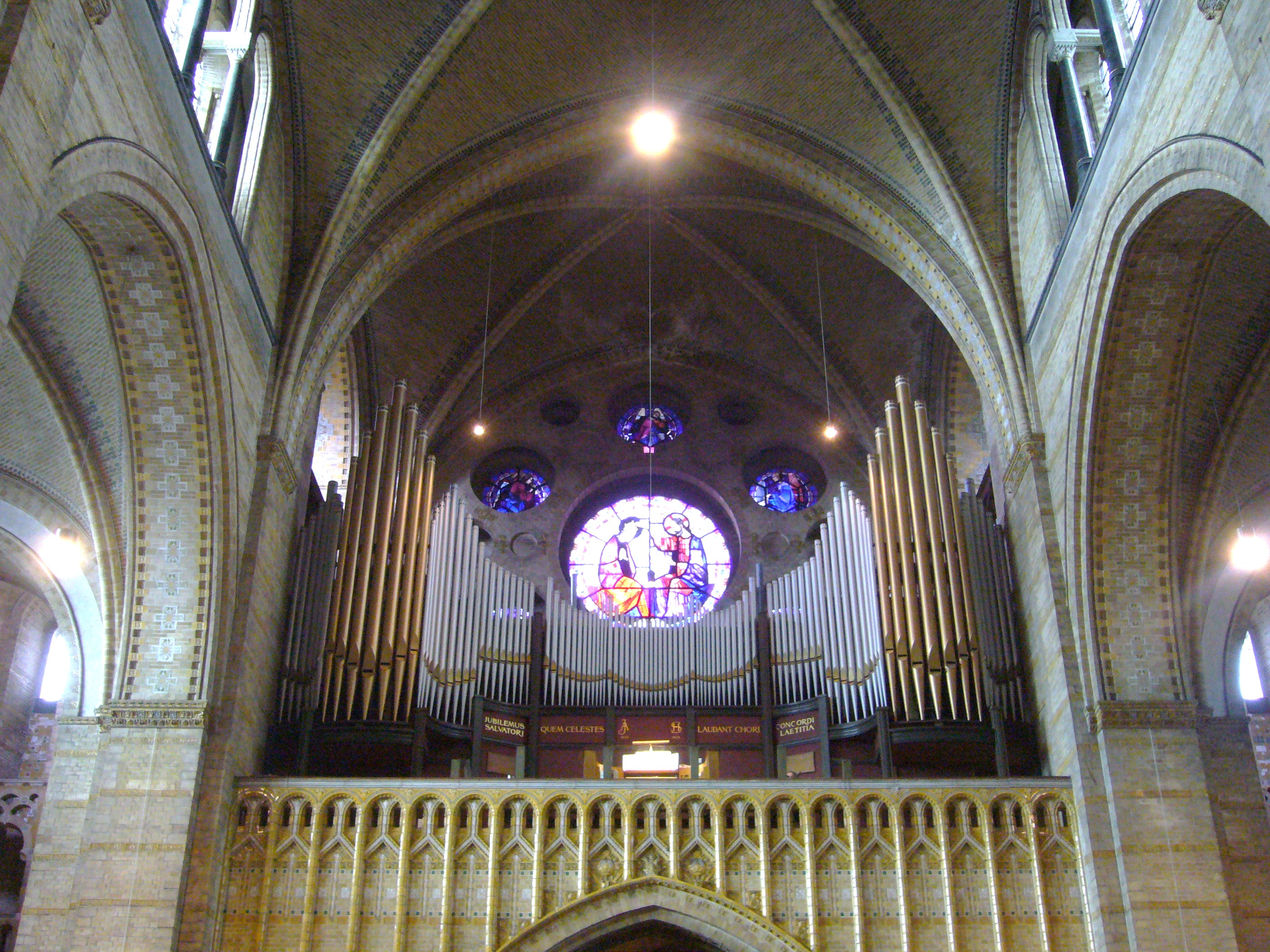
Adema-orgel uit 1923 in de Kathedrale Basiliek Sint Bavo te Haarlem, in 1971 hierheen verplaatst vanuit de gesloopte Sint-Willibrorduskerk buiten de Veste in Amsterdam

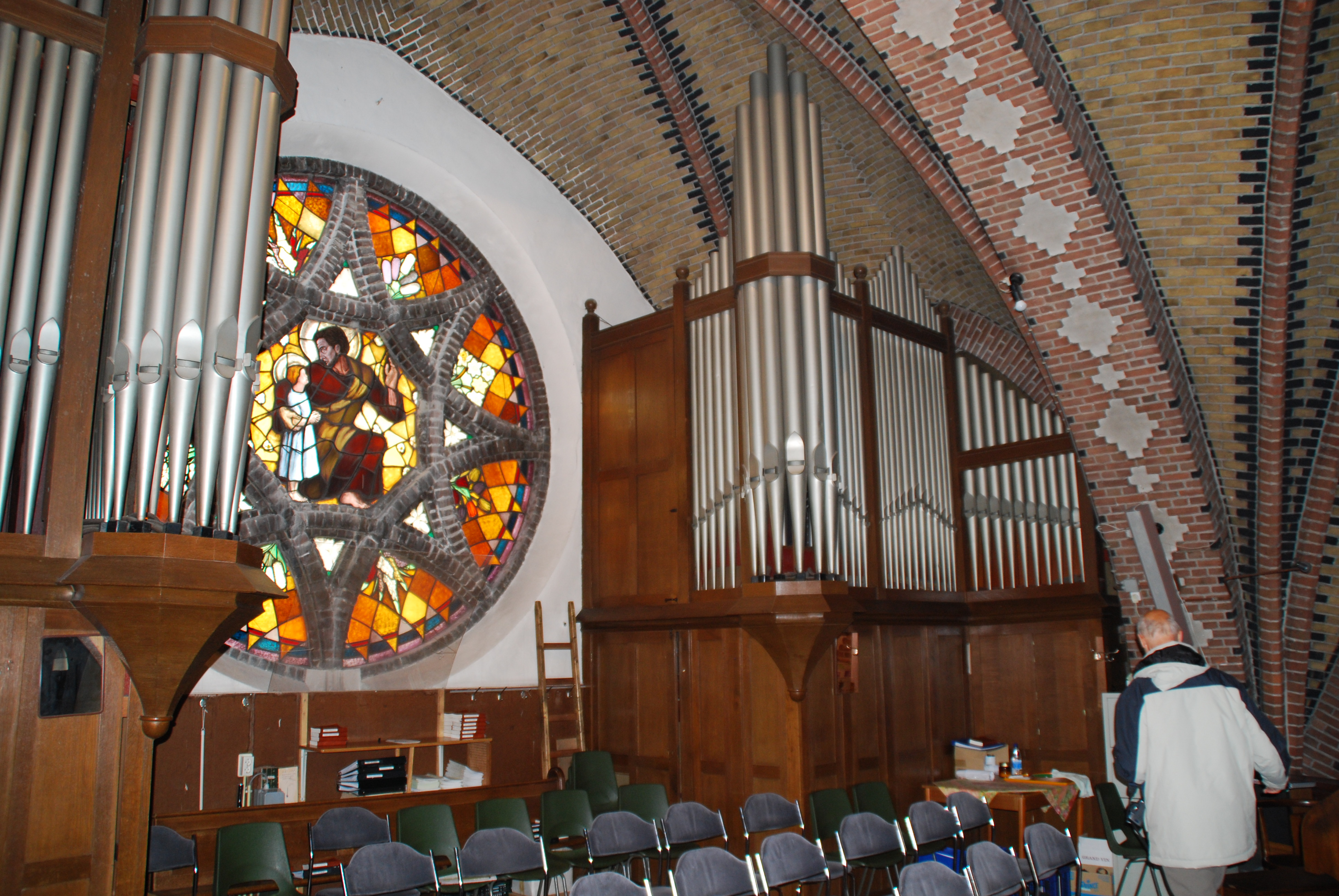
Adema-orgel uit 1933 in de Sint-Jozefkerk (Hillegom)

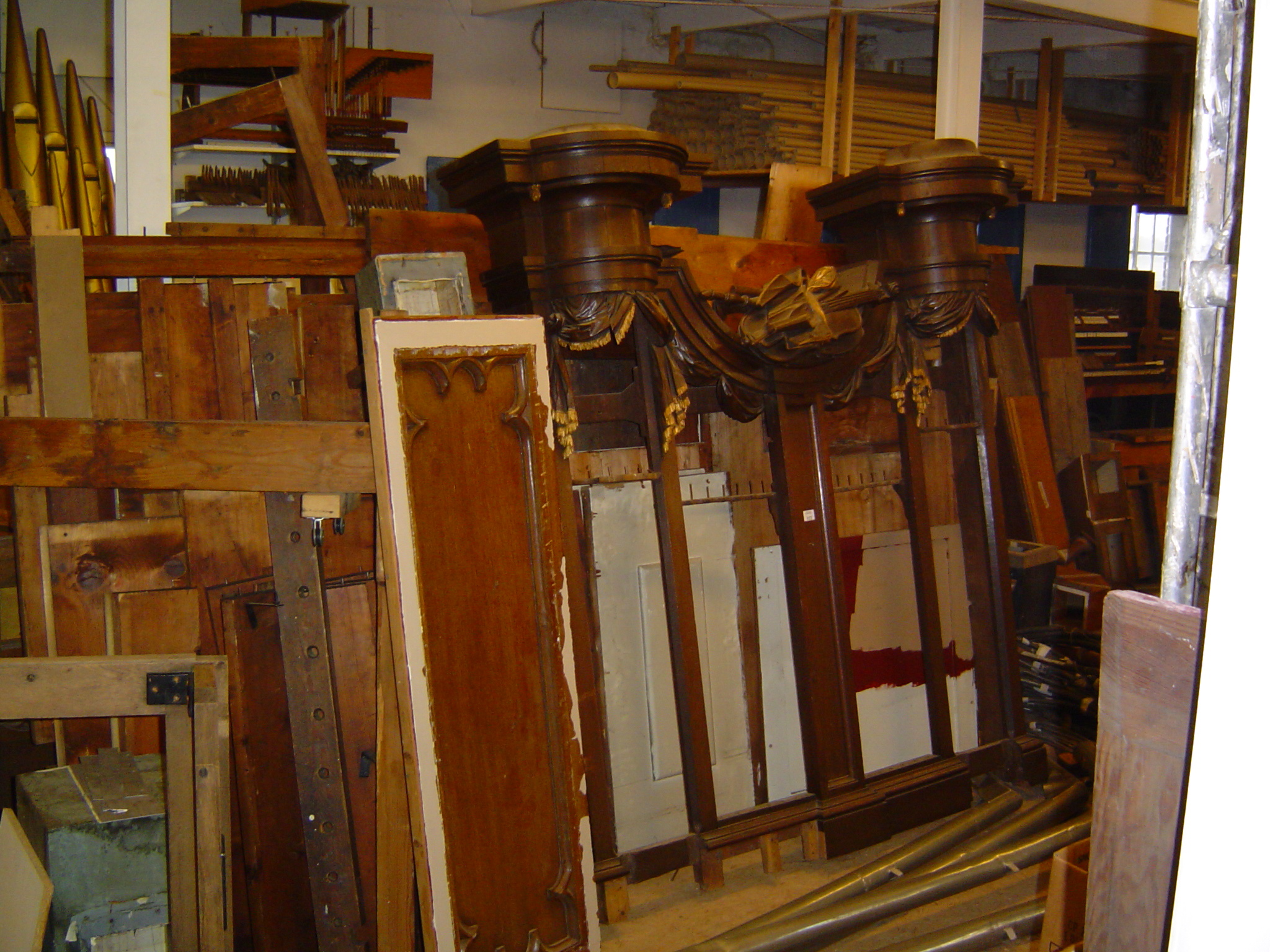
Atelier van Adema in Hillegom, 2008

Adema's kerkorgelbouw is een Nederlands bedrijf dat kerkorgels bouwt. Het is in 1855 ontstaan te Leeuwarden en is gevestigd in Hillegom.

## Leeuwarden
De orgelmakerij werd begonnen door de gebroeders Carolus Borromeus Adema (1824-1905) en Petrus Josephus Adema (1828-1919). Een derde broer, Johannes Romanus Adema (1834-1862), werkte eveneens mee. Een vierde, Epko Adema, bouwde de kasten en ook de vijfde broer, de bouwkundige Adrianus Adema (1825-1870), hielp wel mee. Beide broers genoten hun opleiding bij de firma's Van Dam te Leeuwarden, Willem Hardorff te Leeuwarden, Bätz & Witte te Utrecht en Loret te Mechelen.
In deze tijd werden de volgende orgels gebouwd:
- 1856 - Leimuiden, R.K. kerk.
- 1858 - Sint-Nicolaasga, Sint-Nicolaaskerk. Van 1928 tot 1966 heeft dit instrument in de Hervormde Kerk van Oostknollendam gestaan. Na sluiting van deze kerk is het in 1966 na restauratie geplaatst in de Goede Herderkerk in Terneuzen.
- 1862 - Nes (verdwenen)
- 1863 - Wolvega, RK kerk (grotendeels verdwenen)
- 1863 - Warga - Doopsgezinde kerk
- 1866 - Leeuwarden, Sint-Dominicuskerk (destijds aan de Speelmansstraat)
- 1867 - Heerenveen, Heilige Geestkerk
- 1869 - Oudehaske, Kerk van Oudehaske

## Leeuwarden en Amsterdam
Nadat aldus vooral in Friesland orgels werden gebouwd, gingen de Adema's nu ook in Amsterdam werken, vanwege een grote opdracht voor de Mozes en Aäronkerk. De volgende orgels kwamen tot stand:
- 1871 - Amsterdam, Mozes & Aaronkerk, officieel geheten de H. Antonius van Padua
- 1871 - Valkoog, Hervormde kerk
- 1872 - Ferwerd, Hervormde kerk
- 1872 - Grouw, Doopsgezinde kerk
- 1872 - Veenhuizen, R.K. kerk
- 1873 - Ferwerd, Hervormde kerk
- 1873 - Egmond aan Zee, Oud-katholieke kerk
- 1873 - Sloten, Doopsgezinde kerk
- 1874 - Oudkarspel, Hervormde Sint-Maartenskerk
- 1874 - Amsterdam, Sint-Piusgesticht
- 1875 - Deersum
- 1876 - Bodegraven, Lutherse kerk
- 1876 - Amsterdam, Sint-Jacobsgesticht
- 1877 - Stadskanaal, R.K. Kerk
- 1877 - Almkerk, Hervormde kerk

## Leeuwarden
In 1877 werd het bedrijf gesplitst. Het bedrijf in Leeuwarden bleef bestaan onder leiding van Carolus Borromeus en later diens zoons Lambertus Theodorus Adema (1864-1931) en Sybrandus Johannes Adema (1863-1941). Zij namen in 1905 het bedrijf over. In 1941 werd het opgeheven. De volgende orgels werden hier vervaardigd:
- 1888 - Oude Pekela, RK kerk
- 1890 - Lollum, Gereformeerde kerk
- 1899 - Leeuwarden, Sint-Bonifatiuskerk
- 1910 - Balk, Sint-Lugeruskerk
- 1911 - Warga, Sint-Martinuskerk
- 1923 - Bakhuizen, Sint-Odulphuskerk
- 1926 - Irnsum, Sint-Marcuskerk
- 1933 - Heerenveen, Heilige-Geestkerk

## Amsterdam
In Amsterdam ging Petrus Josephus verder, later aangevuld en opgevolgd door zijn zonen. Tot 1984 was dit bedrijf aan de Lauriergracht gevestigd. De volgende orgels werden gebouwd:
- 1876 - Amsterdam, Huize Jacob
- 1877 - Voorhout, Seminarie Hageveld
- 1878 - Ommen, R.K. kerk
- 1880 - Wagenberg, Sint-Gummaruskerk
- 1885 - Kaatsheuvel, Hervormde kerk
- 1885 - Workum, Sint-Werenfriduskerk
- 1888 - Franeker, Sint-Franciscuskerk.
- 1890 - Amsterdam, Heilige Willibrord buiten de Veste.
- 1891 - Haarlem, Onze-Lieve-Vrouw van de Rozenkranskerk (Spaarnekerk)
- 1893 - Nes aan de Amstel, Sint-Urbanuskerk
- 1898 - Harlingen, Sint-Michaelskerk
- 1898 - Zwaagdijk-Oost, Sint-Josephkerk
- 1899 - Pijnacker, Heilige Joannes de Doperkerk
- 1898 - Uitgeest - Onze-Lieve-Vrouw Geboortekerk
- 1900 - Kwintsheul, Sint-Andreaskerk
- 1901 - Wateringen, Sint-Jan de Doperkerk
- 1901 - IJmuiden, Sint-Georgiuskerk
- 1902 - Gouda, Onze-Lieve-Vrouwekerk
- 1903 - Amsterdam, Dominicuskerk (gerestaureerd in 1995)
- 1904 - Amsterdam, De Krijtberg
- 1904 - Huis ter Heide, Het Witte Kerkje
- 1904 - Weesp, Protestantenbond
- 1904 - Amsterdam, Onze-Lieve-Vrouwe Gasthuis
- 1905 - Amsterdam, Vondelkerk
- 1906 - Haarlem, Sint-Josephkerk
- 1906 - Amsterdam, Hubertuskapel
- 1907 - Haarlem, Kathedrale Basiliek Sint Bavo, transeptorgel
- 1912 - Zwolle, Dominicanenkerk
- 1913 - Haarlem, Sint-Antoniuskerk aan de Groenmarkt
- 1914 - Lisse, Sint-Agathakerk
- 1916 - Zwolle, Dominicanerkerk

Ook werkten hier Sybrand Adema en Joseph Adema (1877-1943)
Van de hand van Sybrand zijn de orgels:
- 1916 - Amsterdam, Sint-Annakerk
- 1923 - Amsterdam, De Liefde
- 1926 - Amsterdam, Sint-Augustinuskerk

Van de hand van Joseph zijn de orgels:
- 1923 - Amsterdam, De Duif
- 1924 - Haarlem, Kathedrale Basiliek Sint Bavo, afbouw transeptorgel
- 1925 - Amsterdam, Sint-Vincentius a Paolokerk
- 1927 - Zwolle, Sint-Michaelkerk
- 1933 - Hillegom, Sint-Josephkerk
- 1934 - Hilversum, Heilig-Hartkerk
- 1935 - Wateringen, Sint-Jan de Doperkerk
- 1936 - Amsterdam (Sloten), Sint-Pancratiuskerk

Nadat Joseph Adema was overleden werd de leiding van het bedrijf voortgezet door diens neef Hubert Schreurs. Er werden de volgende orgels gebouwd:
- 1944 - Groningen, Sint-Josephkathedraal, koororgel;
- 1951 - Westervoort, Sint-Werenfriduskerk;
- 1957 - Amsterdam, Martelaren-van-Gorcumkerk;
- 1957 - Bloemendaal, Klooster Bethanie;
- 1960 - Den Haag, Thomasklooster;
- 1960 - Steenwijkerwold, studiecentrum Geldringen;
- 1961 - Zevenaar, Ziekeninrichting voor de Liemers;
- 1961 - Amsterdam, Onze-Lieve-Vrouw van Lourdeskerk;
- 1963 - Amsterdam, Heilige Pius X kerk;
- 1964 - Amsterdam, Pedagogische Academie Magister Vocat;
- 1964 - Haarlem, Sint-Jan de Doperkerk;
- 1965 - Amsterdam, Onze-Lieve-Vrouw van Zeven Smartenkerk;
- 1965 - Rotterdam, Kerk van de Heilige Kruisvinding;
- 1970 - Amsterdam, Verpleegtehuis Vreugdehof;
- 1970 - Heeswijk, Abdij van Berne;
- 1974 - Oudkarspel, Allemanskerk.

Hubert Schreurs overleed in 1981 en zijn zoon Antoine Schreurs zette het bedrijf voort. Naast vele restauraties werd het volgende orgel nieuw gebouwd:
- 1984 - Bodegraven, Sint-Willibrorduskerk (nieuwbouw);[1]
- 1995 - Amsterdam, Dominicuskerk - demontage en wederopbouw hoofdorgel i.v.m. kerkrestauratie in samenwerking met organist Thom Jansen.

Vanaf 2002 werd het bedrijf voortgezet door een medewerker van het bedrijf, Ronald van Baekel. In 2003 verhuisde het bedrijf naar Hillegom. Het werd voortgezet onder de naam: Adema's Kerkorgelbouw, maar de familieband met de Adema's was nu verbroken. Naast restauraties werd nieuw gebouwd:
- 2002 - Laren, Sint-Jansbasiliek;[2]
- 2008 - Scherpenzeel, Hervormde Kerk;
- 2021/ 2022 - Limmen, Corneliuskerk - wederopbouw koororgel, Vermeulen-orgel uit 1900 dat sinds 1986 stond in de in 2016 gesloten Onze-Lieve-Vrouw van Altijddurende Bijstandkerk in Valkenburg (Lb).[3]

## Externe bron
- Officiële website.

Adema · Gebroeders Van der Aa · Jacobus Armbrost · Bakker & Timmenga · Johann Bätz · Jonathan Bätz · Joseph Binvignat · Sander Booij · Martin Butter · Van Dam · Matthijs van Deventer · Geert Pieters Dik · Johannes Duyschot · Roelof Barentszn Duyschot · Bernhardt Edskes · Marten Eertman · Gerardus Elberink · Elbertse · Antoon van Elen · Flentrop · Dirk Flentrop · Heinrich Hermann Freytag · Rudolf Garrels · Justus Geerkens · Pieter Geerkens · Gradussen · Albertus van Gruisen · Willem van Gruisen · Nicolaas van Hagen · Willem Hardorff · Hendrik Hermanus Hess · Jan van den Heuvel · Jan Adolf Hillebrand · Albertus Antoni Hinsz · Bernard Petrus van Hirtum · Nicolaas van Hirtum · Cornelis Hoornbeek · Klop Orgels & Klavecimbels · Hermanus Knipscheer · Johan Frederik Kruse · Ernst Leeflang · Lohman · Jan van Loo · Michaël Maarschalkerweerd · Pieter Maarschalkerweerd · Abraham Meere · Roelf Meijer · Michaël Mercator · Carl Friedrich August Naber · Familie Niehoff · Cornelis van Oeckelen · Petrus van Oeckelen · Detlef Onderhorst · Pels & Van Leeuwen · Pereboom & Leijser · Elbert Pluer · Radersma · Joachim Reichner  · Reil · Cornelis Rogier · Mense Ruiter · Conradus Ruprecht II · Hans Wolff Schonat · Franciscus Cornelius Smits · Frans Casper Snitger · Johannes Stephanus Strümphler · Johannes Wilhelmus Timpe · Valckx & Van Kouteren · Kam & Van der Meulen · Henk Veeningen · Matthijs Verhofstadt · Vermeulen · Verschueren · Johannes Vollebregt · Jacobus Vollebregt · Van Vulpen · Christian Gottlieb Friedrich Witte · Johan Frederik Witte · Lodewijk Ypma · Jacobus Zeemans
Zuid-Nederlands orgelbouwer (voor 1830)